# En el hospicio (álbum)
En el hospicio es el segundo álbum de estudio del grupo argentino Pastoral, editado en 1975, dos años más tarde de álbum debut, Pastoral. El mismo también fue lanzado bajo el mismo sello discográfico, CABAL, y fue producido por Litto Nebbia, artista musical argentino de extensa trayectoria.
Su canción «En el hospicio» logró el puesto 41° en el ranking de los 100 mejores temas de rock argentino por Rock.com.ar en 2007.

## Historia

### Lanzamiento
En un principio, la fecha de lanzamiento del nuevo disco estaba pautada para el 24 de marzo de 1976. Sin embargo, por coincidir con el Golpe de Estado argentino y las circunstancias sociales y políticas dadas, el grupo se vio obligado a mover la fecha hasta el viernes 26 de marzo de ese año. En el hospicio fue tocado por primera vez en el Teatro Coliseo con sala llena. El 14 de mayo, en el estadio cubierto Luna Park, Pastoral se presentó por primera vez, en un show titulado «Concierto para un mañana» que incluía otros artistas como su productor Litto Nebbia, Alma y Vida, Raúl Porchetto, El Reloj y Alas,
Más tarde en julio de ese año, Pastoral reunió cerca de 10.000 personas en un festival junto al solista León Gieco, y a las bandas Soluna (grupo donde tocaba Gustavo Santaolalla) y Crucis, nuevamente en el Luna Park.
Finalmente, el álbum fue presentado de manera oficial en una presentación exclusiva de Pastoral y la banda de su productor Litto Nebbia, Nebbia Trío, el 15 de septiembre en el Teatro Astral.

### Recepción
A diferencia del primer álbum Pastoral que no cumplió las expectativas en ventas, En el hospicio significó el primer impacto comercial de Pastoral en la industria. El dúo ganó una popularidad considerable, aun cuando En el hospicio no fue concebido como un álbum popular de grandes éxitos. Por el contrario, Pastoral siguió en la misma línea de su anterior disco con letras rebuscadas y poéticas, creando un álbum melancólico y experimental en su sonido, donde se destacan canciones como «Grifana la mujer», «Gustavo, esfumado tras las hojas» y la canción que daba nombre al disco, «En el hospicio»

## Lista de canciones
| Lista de canciones |                                   |          |  |
| N.º                | Título                            | Duración |  |
| 1.                 | «En el hospicio»                  | 3:33     |  |
| 2.                 | «Gustavo esfumado tras las hojas» | 3:51     |  |
| 3.                 | «Opresión natural»                | 5:32     |  |
| 4.                 | «Folk dos»                        | 2:55     |  |
| 5.                 | «Desde que»                       | 4:10     |  |
| 6.                 | «Grifana la mujer»                | 3:41     |  |
| 7.                 | «Es una flor de cartón»           | 3:07     |  |
| 8.                 | «Instrumental a secas»            | 2:36     |  |
| 9.                 | «Hurgando la genialidad»          | 3:29     |  |
| 10.                | «Alejándome cada vez»             | 3:34     |  |
| 11.                | «Hombre moneda»                   | 4:29     |  |
| 40:57              |                                   |          |  |

## Créditos y personal

### Músicos
- Alejandro de Michele (guitarra, voz y coros)
- Miguel Ángel Erausquin (guitarra, voz y coros)

### Músicos invitados
- Juan José Mosalini (bandoneón en «Grifana la mujer»)
- Néstor Astarita (batería y percusión)
- Carlos Testai (bajo eléctrico, contrabajo y guitarras)

### Técnico
- Litto Nebbia (arreglos y dirección)
- Jacques Subilleau (productor)
- Luís María Cosenza (director artístico)
- Jorge Da Silva (técnico de grabación)
- Pastoral - LM Cosenza (ecualización)
- Rudy Hanak - Alejandro de Michele (diseño de tapa de álbum)
- Rudy Hanak (fotografía)
- Pastoral (composición de canciones y arreglos vocales)
- CABAL (sello discográfico)
- Estudios Netto